# بيل فيليبس
بيل فيليبس هو لاعب هوكي الجليد كندي، ولد في 23 سبتمبر 1902 في كارلتون بلاس في كندا، وتوفي في 25 ديسمبر 1998.

## وصلات خارجية
- بيل فيليبس على موقع دوري الهوكي الوطني (الإنجليزية)
- بيل فيليبس على موقع قاعة مشاهير الهوكي (لاعب أن.إتش.أل) (الإنجليزية)
- بيل فيليبس على موقع EliteProspects.com (الإنجليزية)
- بيل فيليبس على موقع HockeyDB.com (الإنجليزية)
- بيل فيليبس على موقع Hockey-Reference.com (الإنجليزية)